# Exodus (film)
Exodus is een Amerikaanse oorlogsfilm uit 1960 onder regie van Otto Preminger. Het scenario is gebaseerd op de gelijknamige roman uit 1958 van Amerikaanse auteur Leon Uris. De film was een groot succes in de bioscopen en bracht wereldwijd bijna 22 miljoen dollar op, op een budget van vier miljoen dollar. Regisseur Otto Preminger huurde scenarist Dalton Trumbo in voor het script. Trumbo stond op de zwarte lijst in Hollywood vanwege zijn communistische verleden en kreeg als gevolg daarvan geen werk in de filmindustrie. Door Trumbo aan te nemen en hem te vermelden onder zijn eigen naam zorgde Otto Preminger er voor dat de zwarte lijst zijn macht begon te verliezen.

## Verhaal
Na de Tweede Wereldoorlog houdt het Britse leger Joodse illegale immigranten gevangen in interneringskampen te Cyprus. Aan de vooravond van de oprichting van de Staat Israël wil een officier van de Hagana een groot aantal gedetineerden langs de Britse blokkade naar hun nieuwe vaderland loodsen.

## Rolverdeling
| Acteur            | Personage           |
| ----------------- | ------------------- |
| Paul Newman       | Ari Ben Canaan      |
| Eva Marie Saint   | Kitty Fremont       |
| Ralph Richardson  | Generaal Sutherland |
| Peter Lawford     | Majoor Caldwell     |
| Lee J. Cobb       | Barak Ben Canaan    |
| Sal Mineo         | Dov Landau          |
| John Derek        | Taha                |
| Hugh Griffith     | Mandria             |
| Gregory Ratoff    | Lakavitch           |
| Felix Aylmer      | Dr. Lieberman       |
| David Opatoshu    | Akiva Ben Canaan    |
| Jill Haworth      | Karen               |
| Marius Goring     | Von Storch          |
| Alexandra Stewart | Jordana Ben Canaan  |
| Michael Wager     | David Ben Ami       |

## Scenario

### Het boek
Voormalig oorlogscorrespondent Leon Uris publiceerde in 1958 de roman Exodus over de stichting van de staat Israël. De roman was een bestseller die vele weken op de bestsellerlijst in de VS stond en werd vertaald in 50 talen. Toch was er veel kritiek op de roman, ook van Joodse zijde, waarbij met name de historische juistheid werd betwist. Oorspronkelijk zou Uris een scenario voor MGM schrijven over het onderwerp, maar zijn opdrachtgever, producent Dore Schary werd bij de studio ontslagen, waarna het script op de plank bleef liggen. Uris gebruikte het materiaal daarna voor zijn roman. Toen Otto Preminger de filmrechten wilde kopen, kwam hij er achter dat MGM die rechten had. Tijdens een meeting met vertegenwoordigers van de studio zei Preminger dat de roman controversieel was en vermoedelijk zou lijden onder boycots van Arabische landen. De studio zag potentiële boycots niet zitten en verkocht de rechten snel aan Preminger, die als onafhankelijk producent ermee verderging.

### Het schrijven van het scenario
Aanvankelijk schreef Preminger samen met Uris aan het script, maar de samenwerking verliep stroef. Volgens Preminger kon Uris geen goede dialogen schrijven en miste hij de ervaring om een roman om te zetten in een script. Preminger’s uitspraken over Uris’ kwaliteiten als scenarist, leidde tot een jarenlange ruzie tussen beide mannen. Uris verdween als scenarist en werd vervangen door scenarist Albert Maltz, maar die kwam met een script van 400 pagina’s, terwijl 160 normaal was. Maltz werd op zijn beurt vervangen door Donald Trumbo. Trumbo had in 1950 elf maanden in de gevangenis gezeten voor minachting van het Amerikaanse congres. Het congres onderzocht in de tijd de vermeende infiltratie van het communisme in de filmindustrie in Hollywood. Trumbo weigerde mee te werken en wilde geen namen noemen van collega’s met mogelijk sympathie voor het communisme. Na zijn gevangenisstraf kwam Trumbo er achter dat hij onder zijn eigen naam geen werk kreeg in Hollywood’s filmindustrie en begon hij onder pseudoniem te schrijven. In 1956 kreeg hij onder de schuilnaam Robert Rich zelfs een Oscar voor zijn scenario voor de film The Brave One. Al snel ontstonden er geruchten over de ware identiteit van “Robert Rich” en toen de filmindustrie in januari 1959 de zwarte lijst min of meer introk, maakte Trumbo zich bekend als de ware scenarist van The Brave One. Preminger, die zich sowieso weinig aantrok van de regels van Hollywood (hij negeerde bijvoorbeeld de censuur van de machtige Hays Code), huurde Trumbo in onder zijn eigen naam. Dit leidde tot felle protesten van onder andere de American Legion, maar desondanks werd Trumbo in februari 1960 officieel weer toegelaten in de filmindustrie. Het was min of meer het einde van de invloed van de zwarte lijst van Hollywood.

### Verschillen tussen boek en scenario
Er zijn nog al wat verschillen tussen boek en scenario. Volgens Preminger was de film veel meer waarheidsgetrouw en historisch verantwoord dan het boek. Bovendien had hij getracht elke propaganda voor Israël te vermijden en twee kanten van het conflict tussen Israël en zijn Arabische buurlanden weer te geven. Het scenario volgt wel de verhaallijn van Uris’ roman, maar mist de uitgebreide achtergrond die Uris de hoofdpersonages meegeeft. Ook komen sommige personages uit het boek niet in de film voor, terwijl bepaalde acties een andere draai krijgen.  Het boek eindigt in 1950 na de onafhankelijkheidsoorlog, terwijl de film eindigt bij de stichting van de staat Israël in 1948.

## Prijzen en nominaties
| Jaar | Prijs         | Categorie               | Genomineerde(n) | Uitslag     |
| ---- | ------------- | ----------------------- | --------------- | ----------- |
| 1960 | Oscars        | Beste originele muziek  | Ernest Gold     | Gewonnen    |
| 1960 | Oscars        | Beste mannelijke bijrol | Sal Mineo       | Genomineerd |
| 1960 | Oscars        | Beste camerawerk        | Sam Leavitt     | Genomineerd |
| 1960 | Golden Globes | Beste mannelijke bijrol | Sal Mineo       | Gewonnen    |

## Casting
Otto Preminger had bij het lezen van het boek gelijk Paul Newman voor ogen voor de rol van Ari Ben Canaan. Een mening die door de meeste critici niet werd gedeeld, er werd zelfs gesproken over een ‘miscast’. Zelf kreeg Newman spijt van zijn deelname aan de film. Zijn links liberale ideeën botsten nog al eens met het beleid van de Israëlische overheid in latere jaren. Veel Hollywoodactrices waren in de race voor de rol van Kitty Freemont en de verbazing was groot dat Eve Marie Saint ten slotte werd uitverkoren, terwijl ze als te oud voor de rol werd beschouwd. Aanvankelijk overwoog Preminger om Timmy Everett te casten als Dov Landau, en weer later John Saxon. Uiteindelijk kreeg Sal Mineo de rol, hoewel Preminger vond dat Mineo er niet Joods genoeg uitzag.

## Productie
De film werd opgenomen tussen maart en juli 1960, waarbij op locatie werd gefilmd op Cyprus en in Israël. Het Britse leger beschouwde de roman Exodus als anti-Brits en weigerde medewerking aan de filmopnamen. Zevenenvijftig Amerikaanse mariniers werden in Engelse uniformen gestoken en deed dienst als ‘bewaker’ van het vluchtelingenkamp op Cyprus. Israël torpedobootjagers naar het eiland om dienst te doen als Britse schepen. Voor het schip dat dienstdeed als de Exodus kocht Premingers productiebedrijf een oud vrachtschip aan. De voormalige eigenaar was zo blij dat hij van de boot af was dat hij een nieuwe laag verf liet aanbrengen. Dit was echter een verkeerde beslissing omdat het schip er oud en roestig uit moest zijn. Het kostte veel extra geld om de ‘nieuwigheid’ te verhullen met een laag neproest. Voor de opnamen van de grote gevangenisontsnapping in Akko waren 250 figuranten nodig. Uiteindelijk bleken er drie figuranten te veel, onderzoek wees uit dat de boventalligen ontsnapte patiënten uit een inrichting waren. Paul Newman was op de set gekomen met een lijst van notities over het script en zijn rol daarin. Hij was gewend de motivatie van zijn personage te bespreken met de regisseur. Preminger reageerde kribbig met de opmerking als Newman zou regisseren hij vrij was de aantekeningen te gebruiken, maar dat hij er geen gebruik van zou maken.